# Магніко
Магніко (від маг(ніт), ні(кель) і ко(бальт))  — магнітно-тверді сплави на основі заліза (переважно нікель — 13,5 %, алюміній — 8 %, кобальт — 24 %, мідь — 3 %, титан — 0,3 %, залізо — залишок). Відрізняються високою залишковою магнітною індукцією і коерцитивною силою. Використовується у виробництві постійних магнітів.
Сплав дозволяє зменшити масу і габарити постійного магніту в чотири — п'ять разів. Недоліком його є складність у виробництві, висока твердість, крихкість.